# Istakhr
Istakhr o, erròniament, Ishtakhr (persa pahlevi: Stakhr, armeni: Stahr ; siríac; Israhr; hebreu: Istahar; persa: استخر, Estakhr) fou una ciutat de Fars a uns 5 km al nord de Persèpolis. Avui són unes importants ruïnes.
Fou fundada després de la conquesta de Persèpolis per Alexandre el Gran, que va incendiar la capital persa com a venjança per la invasió de Grècia 150 anys enrere. Curtius diu que això es va fer en un moment que Alexandre i els seus companys anaven beguts. Les ruïnes de Persèpolis van aportar els materials per la construcció d'Istakhr
que va esdevenir capital de la satrapia de Persis.
Els sassànides provenien de la regió i se sap que al final de l'època arsàcida hi governava una dinastia local. Sassan, l'avi d'Artaxerxes I, fou un cap religiós, encarregat del culte d'Anahid. Sota el sassànida Ardashir I fou capital de Pèrsia temporalment fins que es va traslladar a Ctesifont i llavors a ciutat contenia el tresor reial (ganj ī šāhīgān).
Durant la conquesta, fou atacada per Ala ibn al-Hadrami, governador de Bahrayn (Aràbia Oriental) el 640 però fou rebutjat. Vers 643 fou atacada per Abu-Mussa al-Aixarí i Uthman ibn al-As i va capitular, però al cap de poc es va revoltar i el prefecte àrab fou assassinat; el governador de Bàssora, Abd-Al·lah ibn Àmir, va enviar a la ciutat un contingent que va haver de combatre fort per reconquerir Istakhr (probablement el 649). La repressió fou sagnant i la ciutat va patir serioses destrosses i encara que es va reconstruir va perdre importància especialment després de la fundació de Shiraz el 684.
Fou capital d'una kura, la principal de les cinc dels Fars, formant el nord i nord-est de la província, però Siraz va esdevenir la capital provincial. Algunes vegades hi van residir els governadors califals perquè la fortalesa era fàcil de defensar. Al-Massudí diu que el 915/916 a la casa d'un noble persa de la ciutat, va trobar un document còpia feta el 731 d'un document del tresor reial El buwàyhida Ali conegut com a Imad-ad-Dawla hi fou enterrat el 950. Àdud-ad-Dawla (950-983) va construir una cisterna pel castell que podia abastir d'aigua a milers de persones durant un any. L'actitud rebel de la ciutat contra el buwàyhida Samsam-ad-Dawla (990-998) va impulsar a aquest a ordenar a l'amir Kutalmix la destrucció d'Istakhr; la ciutat va quedar en ruïnes però la fortalesa va subsistir.
El 1074 el rebel Fadlawayh fou assetjat per forces del sultà Màlik-Xah manades per Nidham-al-Mulk, al castell d'Istakhr, però els assetjats es van haver de rendir quan un terratrèmol va destruir la cisterna que alimentava d'aigua la fortalesa i Fadluwayh va quedar presoner a la fortalesa, i després d'un intent de fuita fracassat va ser executat l'any següent. Al segle xii la ciutat és esmentada com un llogaret d'uns cent habitants, mentre la fortalesa apareix en endavant com a presó d'estat. Els prínceps safàvides Ali Mirza, Ismail i Ibrahim hi van estar presoners del març de 1489 a l'agost de 1493. Encara el 1590 s'esmenta com fortalesa habitada i en bon estat, però algun temps després fou dominat per un general rebel del Fars i Abbas I el Gran (1588-1629) el va fer assetjar i fou conquerit i destruït, El 1621 el viatger Pietro della Valle ja el va trobar en ruïnes.

## Excavacions
Les seves ruïnes foren excavades per un equip de l'Institut Oriental de la Universitat de Chicago. El punt més important és l'anomenat "Harem de Djamshid" amb una columna intacta que s'identifica com provinent de Persèpolis. A la rodalia hi ha diversos llocs notables: a 600 metres al nord les coves naturals d'Hadjdjiabadh, amb una inscripció de Sapor I de l'any 720. Se l'anomenada també Zindan-i Djamshid (la presó de Djamshid).
Un altre lloc notable és l'escultura de Radjab, tallada a la roca amb tres relleus sassànides.
El Takht-i Djamshid i el Naksh-i Rustam són al costat del riu Pulwar a uns 2 km d'Istakhr; el primer és un conjunt de palaus aquemènides, també anomenat "Les 40 columnes" per una sèrie de columnes de Xerxes I (inicialment 72 i en queden 13); el lloc anomenat el tron de Djamshid és una terrassa de pedra de forma poligonal al peu d'una muntanya rocosa. El Naksh-i Rustam són les tombes de quatre reis aquemènides en nínxols a la muntanya, i relleus sassànides; les figures representades són associades pels perses a l'heroi Rustam; un edifici notable en forma de torre és anomenat Kab-i Zardhust (la Kaba de Zoroastre) i podria ser un antic temple del foc.
El Takht-i Rustam (el tron de Rustam) és una plataforma de pedra al sud del riu Pulwar, i es creu que fou un monument funerari o un temple de foc.
A pocs quilòmetres al nord-oest d'Istakhr hi ha tres castells separats un parell de quilòmetres l'un de l'altra, coneguts en conjunt com Kuh-i Istakhr (castell de la Muntanya d'Istakhr); el principal del tres és el del centre, Miyan Kala (Castell del Mig) o Kala-i Sarw (castell del xiprer); els altres dos són el Kala-i Shikastah (Castell Trencat) i Ashkunawan.

## Persones il·lustres
- Al-Istakhri, geògraf del s.X.